# 1996 au Yukon
Chronologie du Yukon
- 1992
- 1993
- 1994
- 1995
- 1996
- 1997
- 1998
- 1999
- 2000

Cette page concerne des événements d'actualité qui se sont produits durant l'année 1996 dans le territoire canadien du Yukon.

## Politique
- Premier ministre : Piers McDonald (NPD) (élu le 30 septembre face au sortant John Ostashek (Parti du Yukon)
- Chef de l'Opposition officielle : Piers McDonald (NPD) puis John Ostashek (Parti du Yukon)
- Commissaire : Judy Gingell
- Législature : 28e puis 29e

## Événements
- Création du service d'éducation francophone aux adultes par l'association franco-yukonnaise[1].
- José Roberge devient le président de l'Association franco-yukonnaise[2].
- Le député territoriale de Porter Creek Sud Alan Nordling (en) quitte son parti l'Alliance de l'indépendant pour se rejoindre du Parti du Yukon afin de se faire réélire aux prochaines élections territoriales.
- 5 février : Lors des deux élections partielles territoriales, le candidat du Parti du Yukon Esau Schafer (en) l'emporte Vuntut Gwitchin à la suite de la mort de Johnny Abel (en) au mois d'octobre 1995 et le néo-démocrate David Sloan l'emporte Whitehorse-Ouest à la suite de la démission de l'ancien premier ministre Tony Penikett.
- 1er juillet : Création de la Commission scolaire francophone du Yukon no. 23 (CSFY)[3].
- 30 septembre : Le NPD de Piers McDonald remporte l'élection générale avec 11 sièges, ce qui considère en formant un gouvernement majoritaire. Le Parti du Yukon de John Ostashek et le Parti libéral de Ken Taylor remportent 3 sièges chacun, mais le Parti du Yukon se charge de l'Opposition officielle. Willard Phelps de Rossriver-Lac-Sud de l'Alliance de l'indépendant n'a pas réussi à se faire réélire dans sa circonscription, ni aucun autre candidat du même parti non plus. Bien que le chef des libéraux n'a pas réussi à se faire élire de sa circonscription de Mount Lorne et a été battu par la néo-démocrate Lois Moorcroft (en), Ken Taylor restera cependant chef de son parti. La circonscription Vuntut Gwitchin se trouve à égalité entre le néo-démocrate Robert Bruce (en) et le candidat du Parti du Yukon Esau Schafer (en), ce qui annonce une élection partielle entre seulement les deux candidats d'ici l'an prochain.
- 4 décembre : Robert Bruce (en) devient le 5e président de l'Assemblée législative du Yukon.